# The Law Divine
The Law Divine er en britisk stumfilm fra 1920 af Harry B. Parkinson og Challis Sanderson.

## Medvirkende
- H. V. Esmond som Jack le Bras
- Eva Moore som Edie le Bas
- Evelyn Brent som Daphne Grey
- Mary Brough
- Leonard Upton som Ted le Bas
- John Reid som Bill le Bas
- Dorothy Wordsworth som Claudia Merton
- Florence Wood som Mrs. Gaythorne
- Margaret Watson som Kate